# Hjalmar Frisell (ingenjör)
Erik Hjalmar Frisell, född 23 september 1874 i Kristinehamn, död 23 augusti 1943 i Oakland, Kalifornien, var en svenskamerikansk företagsledare.
Hjalmar Frisell var son till bankdirektören Per Frisell. Han avlade mogenhetsexamen i Stockholm 1893 och studerade därefter en tid vid Tekniska högskolan och reste 1895 till USA, där han 1896–1900 arbetade som broritare vid Pennsylvania Steel Co., 1900–1902 som ritkontorschef vid Hay Foundry & Iron Works Company i Newark och 1903–1915 som överingenjör vid Milliken Bros of New York. 1904–1906 var Frisell Milliken Bros. och New Yorks representant i Norge, där han bland annat var chefsingenjör vid uppförandet av den stora anläggningen i Mo i Rana, 1906–1908 i Mexico City där han ledde byggandet av Stora operan,  i New York 1908–1912 i San Francisco 1912–1915. Han konstruerade den nya tunneln mellan Oakland och Diablodalen. Från 1915 var han president och delägare i det betydande stålverket California Steel Company i Oakland. Han deltog i arbetet med att stärka de svensk-amerikanska förbindelse bland annat i egenskap av ordförande i California chapter American Scandinavian foundation. Frisell hade starka musikaliska intressen och bidrog bland annat verksamt till bildandet av Oaklands symfoniorkester.